# Médaille Lyell
 (janvier 2024).
La médaille Lyell est une récompense scientifique dans le domaine de la géologie décernée annuellement par la Geological Society of London depuis 1876.

## Histoire
La médaille est nommée d'après Sir Charles Lyell (1797-1875).

## Lauréats

### XIXesiècle

#### Années 1870
- 1876 : John Morris
- 1877 : James Hector
- 1878 : George Busk
- 1879 : Edmond Hébert

#### Années 1880
- 1880 : John Evans
- 1881 : John William Dawson
- 1882 : John Lycett
- 1883 : William Benjamin Carpenter
- 1884 : Joseph Leidy
- 1885 : Harry Govier Seeley
- 1886 : William Pengelly
- 1887 : Samuel Allport
- 1888 : Henry Alleyne Nicholson
- 1889 : William Boyd Dawkins

#### Années 1890
- 1890 : Thomas Rupert Jones
- 1891 : Thomas McKenny Hughes
- 1892 : George Highfield Morton
- 1893 : Edwin Tulley Newton
- 1894 : John Milne
- 1895 : John Frederick Blake
- 1896 : Arthur Smith Woodward
- 1897 : George Jennings Hinde
- 1898 : Wilhelm Heinrich Waagen
- 1899 : Charles Alexander McMahon

### XXesiècle

#### Années 1900
- 1900 : John Edward Marr
- 1901 : Ramsay Traquair
- 1902 : Anton Fritsch
- 1902 : Richard Lydekker
- 1903 : Frederick William Rudler
- 1904 : Alfred Gabriel Nathorst
- 1905 : Hans Reusch
- 1906 : Frank Dawson Adams
- 1907 : (John) Joseph Frederick Whiteaves
- 1908 : Richard Dixon Oldham
- 1909 : Percy Fry Kendall

#### Années 1910
- 1910 : Arthur Vaughan
- 1911 : Francis Arthur Bather
- 1911 : Arthur Walton Rowe
- 1912 : Philip Lake
- 1913 : Sydney Savory Buckman
- 1914 : Charles Stewart Middlemiss
- 1915 : Edmund Johnston Garwood
- 1916 : Charles William Andrews
- 1917 : Wheelton Hind
- 1918 : Henry Woods
- 1919 : William Fraser Hume

#### Années 1920
- 1920 : Edward Greenly
- 1921 : Emmanuel de Margerie
- 1922 : Charles Davison
- 1923 : Gustave-Frédéric Dollfus
- 1924 : William Wickham King
- 1925 : John Frederick Norman Green
- 1926 : Owen Thomas Jones
- 1927 : Albert Ernest Kitson
- 1928 : Sidney Hugh Reynolds
- 1928 : William Dickson Lang
- 1929 : Arthur Morley Davies

#### Années 1930
- 1930 : Frederick Chapman
- 1930 : Herbert Brantwood Maufe
- 1931 : Ernest Clayton Andrews
- 1932 : Henry Dewey
- 1932 : Maria Matilda Ogilvie Gordon
- 1933 : James Ernest Richey
- 1934 : Walter Howchin
- 1934 : Finlay Lorimer Kitchin
- 1935 : David Meredith Seares Watson
- 1936 : Eleanor Mary Reid
- 1936 : Leonard Johnston Wills
- 1937 : Linsdall Richardson
- 1938 : John Pringle
- 1939 : William Noel Benson

#### Années 1940
- 1940 : Herbert Leader Hawkins
- 1941 : Ernest Sheppard Pinfold
- 1942 : William Sawney Bisat
- 1943 : Darashaw Nosherwan Wadia
- 1944 : Norman Ross Junner
- 1945 : Leonard Frank Spath
- 1946 : Robert Heron Rastall
- 1947 : Stanley Smith (en)
- 1948 : Arthur Hubert Cox
- 1949 : William Joscelyn Arkell

#### Années 1950
- 1950 : Samuel James Shand
- 1951 : William Dixon West
- 1952 : Alfred Kingsley Wells
- 1953 : Oliver Bulman
- 1954 : John Baird Simpson
- 1955 : Wilfred Norman Edwards
- 1956 : Leslie Reginald Cox
- 1957 : Stephen Henry Straw
- 1958 : Helen Marguerite Muir-Wood
- 1959 : David Williams (en)

#### Années 1960
- 1960 : Doris Livesey Reynolds
- 1961 : John Vernon Harrison
- 1962 : Lawrence Rickard Wager
- 1963 : Thomas Neville George
- 1964 : Dorothy Hill
- 1965 : Charles Findlay Davidson
- 1966 : Sergei Ivanovich Tomkeieff
- 1967 : William Quarrier Kennedy
- 1968 : Maurice Black
- 1969 : Francis John Turner

#### Années 1970
- 1970 : Frederick Stewart
- 1971 : Percival Allen
- 1972 : Alec Westley Skempton
- 1973 : Janet Vida Watson
- 1974 : Martin Fritz Glaessner
- 1975 : Dorothy Helen Rayner
- 1976 : Walter Brian Harland
- 1977 : Bernard Elgey Leake
- 1978 : Robin Gilbert Charles Bathurst
- 1979 : Derek Victor Ager

#### Années 1980
- 1980 : John Robert Lawrence Allen
- 1981 : William Stuart McKerrow
- 1982 : George Patrick Leonard Walker
- 1983 : John Frederick Dewey
- 1984 : Douglas James Shearman
- 1985 : John Douglas Hudson
- 1986 : Harry Blackmore Whittington
- 1987 : Nicholas John Shackleton
- 1988 : Richard Gilbert West
- 1989 : Jake Hancock

#### Années 1990
- 1990 : Anthony Hallam
- 1991 : John Imbrie
- 1992 : Alfred G. Fischer
- 1993 : Michael Robert Leeder
- 1994 : William Gilbert Chaloner
- 1995 : Keith O'Nions
- 1996 : Richard Allen Fortey
- 1997 : Barrie Rickards
- 1998 : Simon Conway Morris
- 1999 : Ernest Henry Rutter

### XXIesiècle

#### Années 2000
- 2000 : Derek Ernest Gilmor Briggs
- 2001 : Paul Tapponnier
- 2002 : Andrew Smith
- 2003 : Harry Elderfield
- 2004 : Dianne Edwards
- 2005 : Michael James Benton
- 2006 : Geoffrey Boulton
- 2007 : Philip Allen
- 2008 : Alan Gilbert Smith
- 2009 : Nick McCave

#### Années 2010
- 2010 : William Ruddiman
- 2011 : Christopher Paola
- 2012 : Eric Wolff
- 2013 : Paula Reimer (en)
- 2014 : Martin Brasier
- 2015 : Colin Ballantyne
- 2016 : John R. Underhill (en)
- 2017 : Rosalind Rickaby
- 2018 : Julian A. Dowdeswell
- 2019 : Nicholas Kusznir

#### Années 2020
- 2020 : Rachel Wood
- 2021 : Nicholas White
- 2022 : William B. F. Ryan
- 2023 : Peter Clift (en)
- 2024 : Lynne Frostick